# ميس أمريكا (أمريكا تشافيز)
ميس أمريكا هي بطلة خارقة في مارفل كومكس من ابتكار جو كيسي،ظهرت الشخصية لأول مرة في سبتمبر 2011.